# Tiztoutine
Tiztoutine (en berbère : ⵜⵉⵥⴹⵓⴹⵉⵏ, en arabe : تزطوطين ou تزظوظين) est une ville située dans la région tribale des Beni Bou Yahyi, dans le Rif, région septentrionale du Maroc. 
Tiztoutine est située à 25km de Nador (région tribale des Qelaya — Mazouza) et à 9km d'Aroui (région tribale des Beni Bou Yaḥyi).

## Historique
Sous l'occupation espagnole, on pouvait y trouver une caserne de militaires espagnols, avec une gare ferroviaire, destinée au transport de marchandises.
La ville de Tiztoutine a été fondée par les Ouchnak et d'autres familles locales, de la tribu des Beni Bou Yahyi.
Vers la fin des années 1920, durant la fin de la guerre du Rif qui avait beaucoup appauvri le peuple rifain, Ben Ali Ouchnak créa une communauté solidaire pour survivre. Il créa un système de troc entre les familles voisines. L'argent se faisant rare, il laissa place aux échanges (bétail, légumes, tissus, etc.) dans le centre de cette ville, qui devint le souk local puis la ville de Tiztoutine.
Aujourd'hui encore, dans le souk de la ville, le troc reste une coutume, les hommes restent solidaires pour le bien de chacun.